# Lysmata guamensis
Lysmata guamensis is een garnalensoort uit de familie van de Hippolytidae. De wetenschappelijke naam van de soort is voor het eerst geldig gepubliceerd in 2011 door Anker & Cox.